# 李憲 (寧王)
李宪（679年—742年1月15日），原名成器。唐朝皇子，唐睿宗李旦嫡长子。母为睿宗元配肃明刘皇后。本為太子，後讓與其弟李隆基。歷任太子太师、太尉，封宁王。恭谨自守，不妄交结，不预朝政，为玄宗所重。能詩歌，通晓音律，尤善击羯鼓、吹笛。死後追谥为让皇帝。

## 生平
李成器初封永平郡王。文明元年（684年），父亲李旦登基，是为唐睿宗，李成器以嫡长子立为太子。祖母武则天称帝，睿宗降为皇嗣，李成器降为皇孙。长寿二年（693年），又降封为寿春郡王。
神龙元年（705年），伯父唐中宗復辟，改封蔡王，不受。唐隆元年（710年），进封宋王。同年，弟李隆基发动政变，奉睿宗即位。李成器是睿宗皇長子，倫序當立，但楚王李隆基又有大功，因而太子之位久而未決，成器於是痛哭說「儲副，天下公器，時平則先嫡，國難則先功，重社稷也。使付授非宜，海內失望，臣以死請」，太子之位於是最終授予李隆基，成器則改授太子太师，领雍州牧、扬州大都督。旋为左仆射，进司徒。次年，改太子宾客。
李隆基奉父亲睿宗為上皇而其正式即位，改年號為開元，是為玄宗。宋王李成器进司空。开元元年（713年），由进太尉，成器上表推辭，改开府仪同三司。四年，避昭成皇后尊号改名宪，封宁王。历泽、泾二州刺史。九年，入为太常卿。二十一年再迁太尉，累封至五千五百戶。其時，玄宗對李成器異常友愛，每遇成器生日都會親至其府祝壽留宿，四方所獻的寶物和酒酪異饌都會分享於他。
开元二十九年十一月廿四（742年1月15日）病死，终年六十三岁，玄宗「失聲號慟，左右皆泣下」。不久後，玄宗以「憲（成器）實推天下，有高世之行，非大號不稱」，追谥其为让皇帝，赐天子衣一付，葬惠陵（在今陕西省蒲城县西北）。其妃元氏也于同年追谥为恭皇后，附葬橋陵之侧。

## 逸事
- 《開元天寶遺事》記載：天寶初年，寧王李憲因為愛花，竟在花梢上繫上金鈴，命令園吏在鳥雀來時拉動鈴鐺以驅之，這個惜花之舉引起許多人仿效。此外寧王喜好聲色，曾有人獻上百炬蠟燭，其質感似臘似脂，不知道是由何物所製造，每當寧王於夜晚大擺席筵，並與賓客們飲酒作樂時，那些蠟燭昏暗得像是有東西擋住光線，但席筵結束又會恢復光明，令當時的人們感到很驚奇。

- 《酉阳杂俎》所记，李宪在鄠县打猎时，在林中发现被贼僧囚禁于柜中的莫姓少女，以熊替代少女装入柜中，并将莫姓少女进献于唐玄宗，是为莫才人，后贼僧被熊所杀，京兆尹上报唐玄宗，玄宗知道后大笑，致书宁王：“宁哥大能处置此僧也。”

- 《明皇雜錄》所記，玄宗在武惠妃生日時窺見衛士將吃剩的餅丟入水中，為此震怒下令要杖殺衛士，左右不敢多言，而寧王李憲勸諫勿以小過而殺之，遂赦免。

## 家庭

### 妻妾
- 元妃，追尊魏昭成帝拓跋什翼犍十代孙女，陕州长史、赠少师元大简之女，追尊恭皇后
- 韦贞范，出自京兆韦氏平齐公房，唐朝司门兵吏三部员外郎、给事中、湖州刺史、殿内监、袭平齐公韦德正曾孙女，华州刺史、左羽林大将军、忠武将军、左领军将军，邛部县开国公、食邑三百户韦怀敬孙女，同幽二州参卿韦知□第十女，生十一子李琯[1]、李珵[2]

### 子女
据新唐书记载：宪子十九人，其闻者琎、嗣庄、琳、瑀。
- 李琎，封汝阳郡王，历太仆卿，天宝初加特进，天宝九年卒，赠太子太师。
  - 李氏，李琎次女，嫁左骁卫兵曹参军王诞。
- 李嗣庄（704－721）字延敬，封济阴郡王，早卒。
- 李琳，封嗣宁王，历秘书员外监，后从玄宗幸蜀郡，至德二年卒。
- 李璹，天宝三年（744年）过继给二叔李㧑为嗣申王，授鸿胪员外卿。
  - 李构
    - 李师贞，嗣申王、陕州左司马

  - 李秘，左散骑常侍
    - 李祐，赠谏议大夫
      - 李弘让，凤、齐、乾、婺、安五州刺史
      - 李允方，左赞善大夫
      - 李仲方，泾原节度副使
        - 李戴

      - 李元方，醴泉令
        - 李恕
        - 李佺

      - 李敬立，光禄少卿

  - 李桋，赠国子司业
    - 李翧，嘉、衡二州刺史
      - 李泳，太原少尹
        - 李儋

      - 李弘实，许州录事参军
        - 李峦
        - 李绚
        - 李纾，南汉兵部侍郎[4]
          - 李景胤，南汉左拾遗

    - 李承方，扶沟令
      - 李锐，嗣申王

  - 李振
- 李珣，过继给二叔李㧑，封同安郡王，开元二十五年薨，玄宗甚悼之，辍朝三日，赠太子少保，陪葬桥陵。外孙女程氏嫁祚坊判官行成都府华阳县尉李鉥。
- 李瑀，初封陇西郡公，历都水使者、恒王府司马、卫尉员外卿。天宝十五年，从玄宗幸蜀，至汉中，封为汉中王，加银青光禄大夫、汉中郡太守。乾元二年，以特进试太常卿，送宁国公主至回纥。
- 李玢，苍梧郡开国公，历银青光禄大夫、秘书监员外置同正员。卒，赠江陵大都督。
- 李珽，晋昌郡开国公，天宝十一年食邑三千户。
- 李琯，第十一子，魏郡开国公，天宝十一年食邑三千户。秘书监，赠太子太傅。
  - 李杆，宗正鸿胪二卿，桂州观察使兼御史中丞，赠尚书左仆射。
    - 银青光禄大夫、广州刺史兼御史大夫、岭南节度观察处置等使、上柱国、袭魏郡开国公、食邑二千户赠工部尚书李从易。[5]
      - 李弘度。
      - 李弘正。
      - 李弘毅。
      - 李弘略。

    - 李从简。
- 李璀，文安郡开国公，天宝十一年食邑三千户。
- 李嗣英，怀宁郡王，食邑三千户。
- 长女，安吉县主。[6]
- 某女，金山公主。唐睿宗时，准备下嫁後突厥默啜可汗；唐玄宗即位后，取消婚姻。

## 影視形象
| 演員   | 作品                                  | 年份 | 类型   |
| 常宁国 | 唐明皇                                | 1993 | 電視劇 |
| 李天翔 | 宮心計2深宮計                         | 2018 | 電視劇 |
| 涂松岩 | 國色芳華（第一季） 錦繡芳華（第二季） | 2025 | 電視劇 |

## 延伸阅读
[在维基数据编辑]
 在维基文库阅读此作者作品
 《舊唐書/卷95》，出自刘昫《舊唐書》
 《新唐書·卷081》，出自《新唐書》